# Kuldscha lobbichleri
Kuldscha lobbichleri är en fjärilsart som beskrevs av Fletcher 1961. Kuldscha lobbichleri ingår i släktet Kuldscha och familjen mätare. Inga underarter finns listade i Catalogue of Life.